# 小竹向原駅
小竹向原駅（こたけむかいはらえき）は、東京都練馬区小竹町二丁目にある、東京地下鉄（東京メトロ）・西武鉄道の駅。
正式所在地は駅事務所のある練馬区となっているが、構内は板橋区向原にも跨る。練馬区の駅では最も東に位置する。

## 概要
東京メトロと西武鉄道が構内を共用する共同使用駅で、東京メトロが駅を管轄している。
東京メトロの有楽町線・副都心線（和光市駅 - 当駅間は線路を共有）と、西武鉄道の西武有楽町線が乗り入れており、当路線を経由して西武池袋線の所沢・飯能方面と相互直通運転を実施している。
駅番号は、東京メトロ有楽町線がY 06、副都心線がF 06、西武有楽町線がSI37である。
当駅は「池袋駅務管区小竹向原地域」として近隣の東京メトロの駅を管理している。　

## 歴史
- 1983年（昭和58年）
  - 6月24日：帝都高速度交通営団（営団地下鉄）有楽町線の営団成増（現・地下鉄成増） - 池袋間開通により開業[1]。建設時の仮称は「向原」。
  - 10月1日：西武鉄道西武有楽町線の当駅 - 新桜台間開業[3]。営団地下鉄有楽町線との相互直通運転開始[3]。ただし車両は営団側からの借用で自社車両の運行はなし。
- 1994年（平成6年）12月7日：営団地下鉄有楽町線新線（現・東京メトロ副都心線）の当駅 - 池袋間開業。同時に西武有楽町線が練馬駅まで延伸され、練馬駅まで西武鉄道との相互直通運転を開始。
- 1998年（平成10年）3月26日：西武有楽町線複線化。西武鉄道との相互直通運転区間を池袋線飯能駅まで延長[4]。
- 2004年（平成16年）4月1日：営団地下鉄の民営化に伴い、有楽町線・有楽町線新線の駅が東京地下鉄（東京メトロ）に継承される[5]。
- 2007年（平成19年）3月18日：西武鉄道・東京メトロでICカード「PASMO」の利用が可能となる[6]。
- 2008年（平成20年）6月14日：東京メトロ副都心線が開業[7][8]。それに伴う東京メトロ有楽町線新線の改称により、当駅は東京メトロ有楽町線と副都心線の共用駅となる。同時にホームドアと発車メロディの使用を開始[9]。
- 2012年（平成24年）11月4日：当駅 - 千川間での線路切り替え工事のため、東京メトロ有楽町線は終日池袋 - 新木場間での折り返し運行となる[10]。
- 2016年（平成28年）2月14日：千川駅 - 当駅間の有楽町線和光市方面連絡線が完成し、始発から運用が開始される[11][12]。

## 駅構造
島式ホーム2面4線を有する地下駅。要町通りおよび練馬区立小竹小学校敷地の直下にある。建設工事の際に小竹小学校の校庭の一部を使ったため、2・3番線の駅名標の下に「小竹小学校前」と表記されている。ただし副駅名としての扱いではないので、案内放送では呼称されていない。
当駅は中央の2・3番線の練馬駅寄り半分が西武鉄道の所有、2・3番線の池袋駅寄り半分と1・4番線は東京地下鉄の所有となっている。すなわち、当駅の1/4は西武鉄道の所有、3/4は東京地下鉄（東京メトロ）の所有で、当駅の建設費用もこれに沿って分担した。

### 出入口

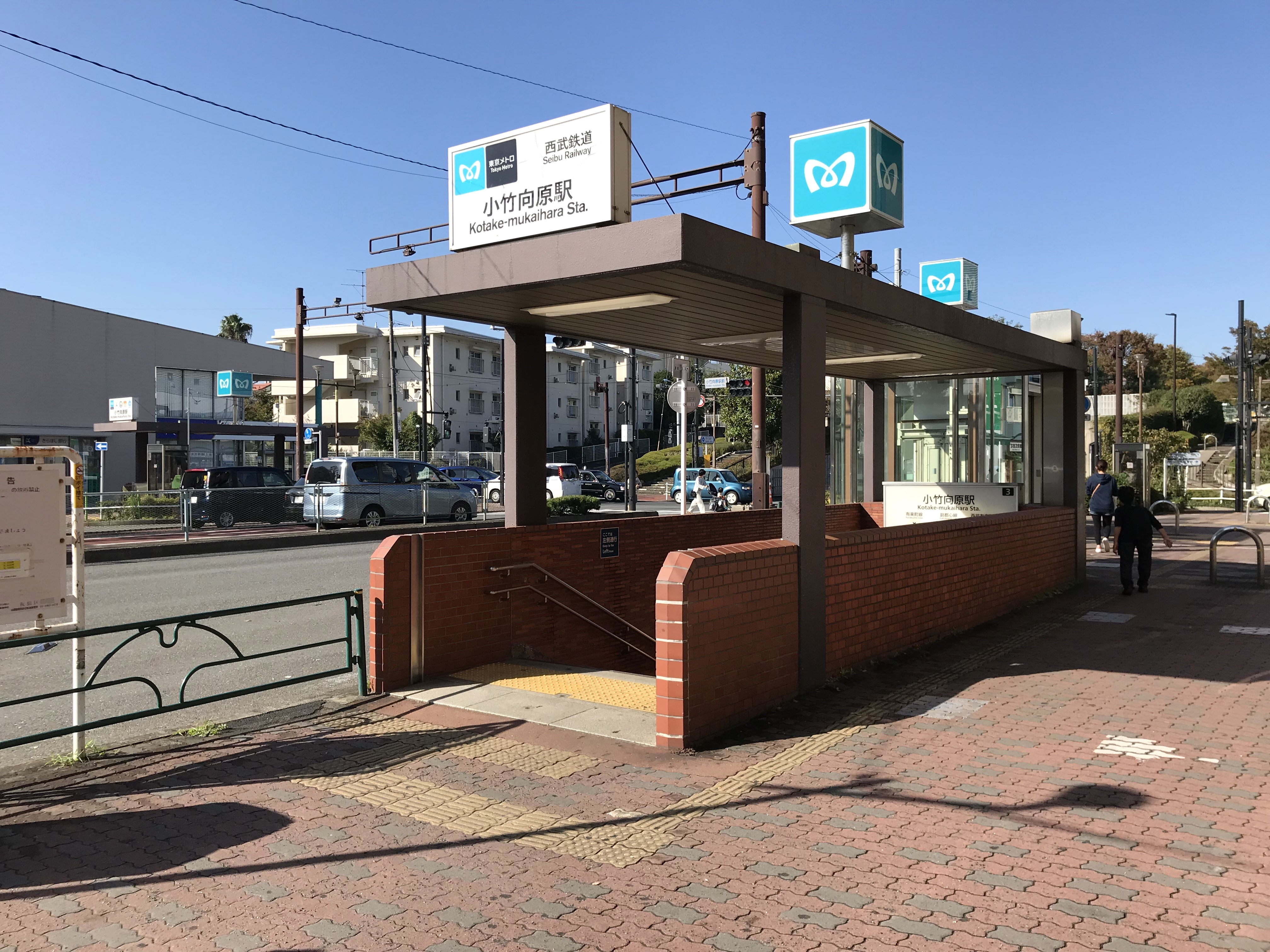
3番出入口（2018年11月）

全部で2方面4か所ある。1・2番は小竹町、3・4番は向原にある。
- 1・2番（小竹町・羽沢・小茂根方面 / 和光市・練馬寄り）
  - 高台にあるため昇降差が大きい。エスカレーターは併設されているが、地上までは直通せず、途中から階段のみとなる。エレベーターは設置されていない。
- 3・4番（小竹町・向原方面 / 池袋寄り）
  - 高台同士の谷底にある[注 2]。エスカレーターはないが、3番出入口にエレベーターが併設されている。

### 改札口
- 小竹町・羽沢・小茂根方面改札（和光市・練馬寄り）
  - 多機能券売機（定期券発売可能）、みずほ銀行ATM（有楽町線小竹向原駅出張所）、PUDOステーション（宅配便ロッカー）が設置されている。
- 小竹町・向原方面改札（池袋寄り）
  - 定期券売場、多機能券売機、セブン銀行ATM（小竹向原駅 共同出張所）が設置されている。

二つの改札口は完全に独立しており、行き来には改札内でホームを経由するか、一旦地上へ出る必要がある。
当駅の自動券売機は、メトロ線用と西武線用がそれぞれ設置されている。メトロ線券売機は東京メトロ・都営地下鉄の全線に加え、和光市接続東武東上線の朝霞 - 森林公園間の普通乗車券・連絡乗車券、東京メトロの企画乗車券、メトロ線定期券（一部券売機のみ）が購入できる。西武線券売機は西武線全線、練馬接続都営大江戸線の一部駅までの普通乗車券・連絡乗車券が購入できる。なお、西武線券売機は「領収書が発行されない」と掲示されている。
当駅では西武鉄道の各種企画乗車券を購入することはできない。また、当駅から西武線方面の定期券も購入できない。

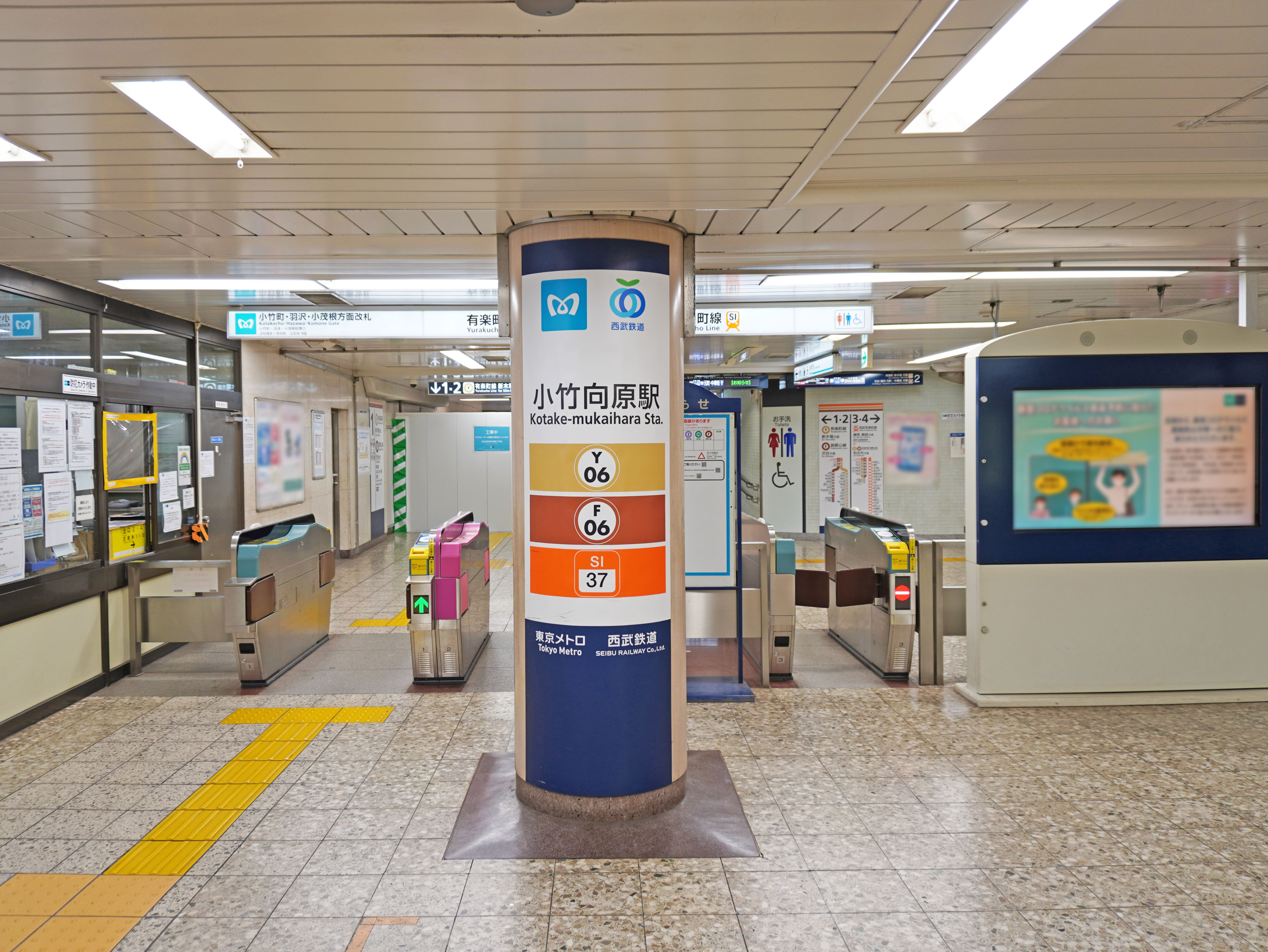
小竹町・羽沢・小茂根方面改札（2022年8月）
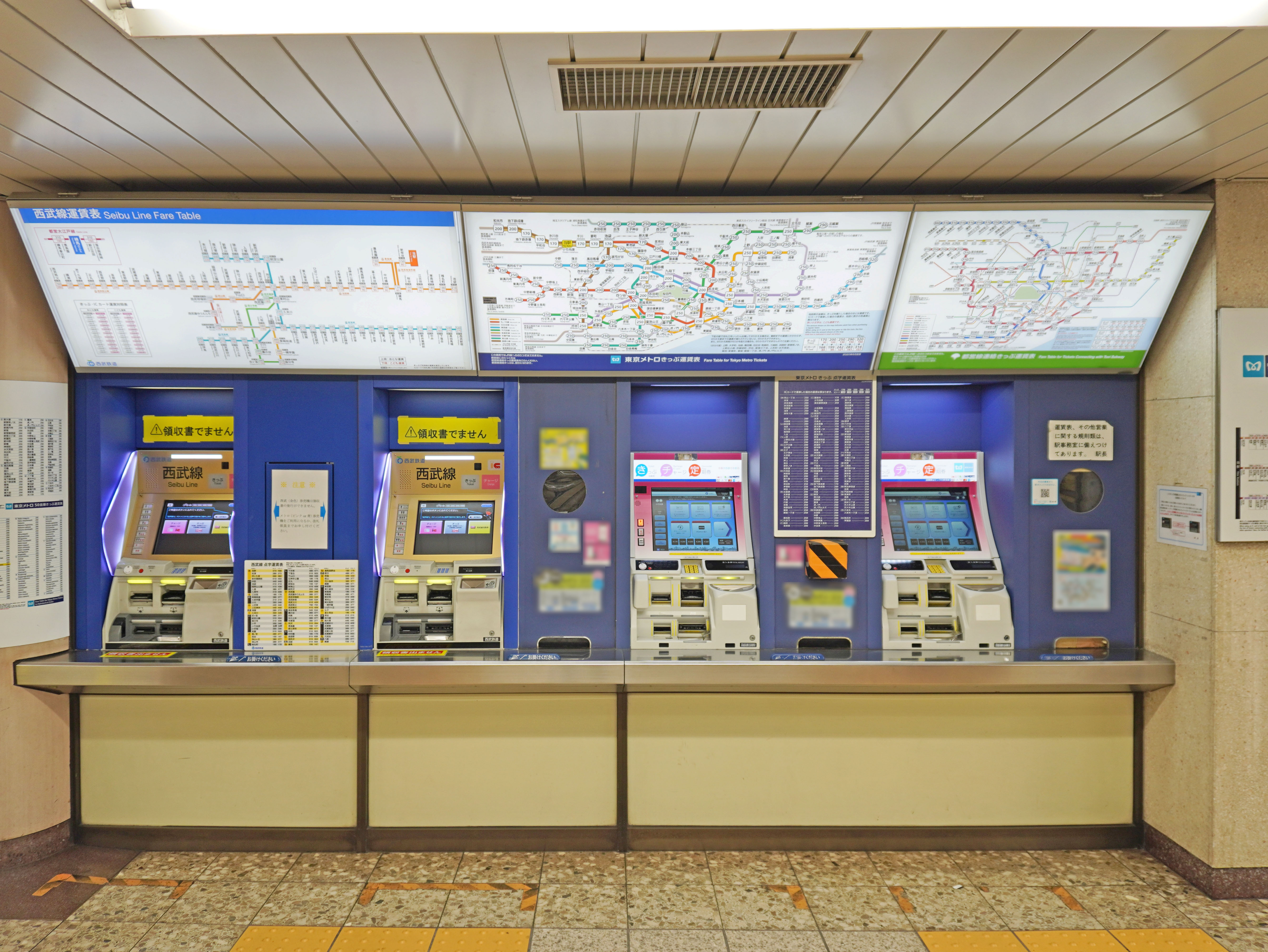
小竹町・羽沢・小茂根方面改札の自動券売機（2022年8月）
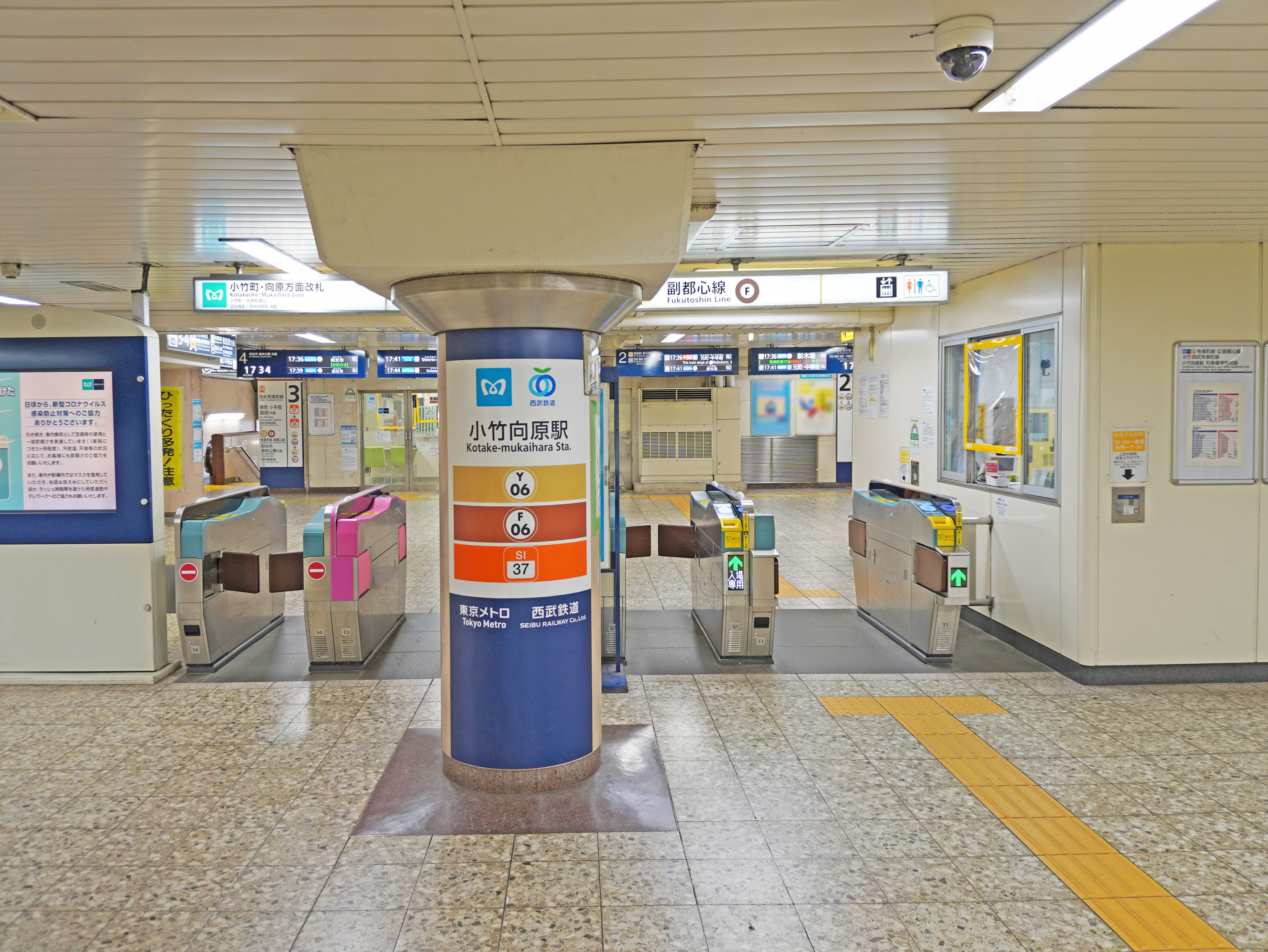
小竹町・向原方面改札（2022年8月）
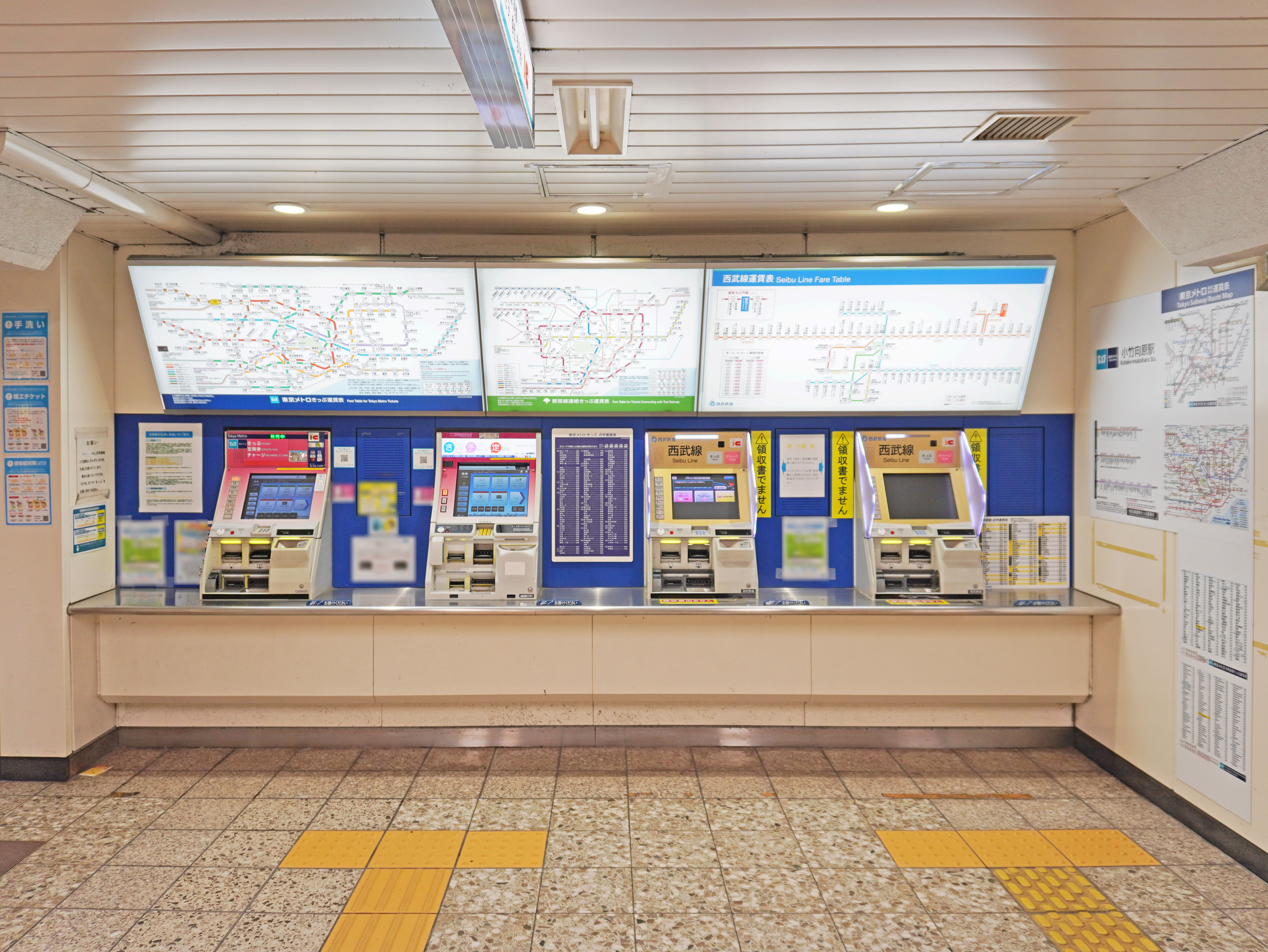
小竹町・向原方面改札の自動券売機（2022年8月）

### 改札内
エスカレータはホームから改札階へのすべての階段に設置（合計4基。上りのみ）されている。エレベーターは小竹町・向原方面（池袋寄り）改札側に設置（合計2基）されている。

### のりば
1番線には和光市方面からの列車のみ、4番線からは和光市方面への列車のみが発着する。
3番線は和光市方面の列車にも使用されるが、3番線に和光市方面の列車が入る場合は、緩急接続または相互発着が行われることがある。
| 番線 | 路線              | 行先                 | 備考     |
| ---- | ----------------- | -------------------- | -------- |
| 1・2 | 有楽町線          | 豊洲・新木場方面     |          |
| 1・2 | 副都心線          | 渋谷・横浜方面       |          |
| 3    | 西武有楽町線      | 所沢・飯能方面       |          |
| 3    | 有楽町線 副都心線 | 和光市・森林公園方面 | 一部列車 |
| 4    | 有楽町線 副都心線 | 和光市・森林公園方面 |          |

（出典：東京メトロ:構内図）

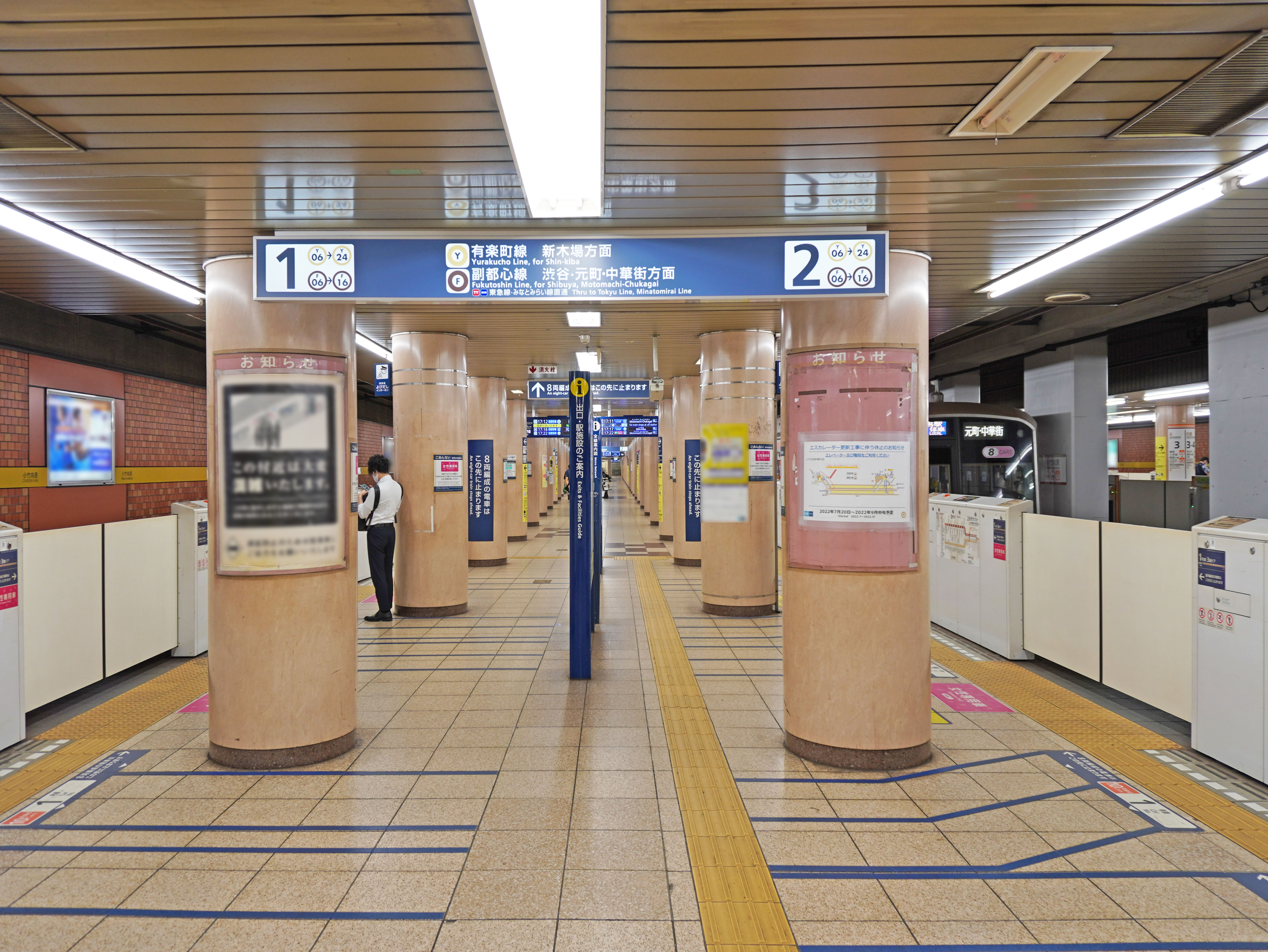
1・2番線ホーム（2022年8月）
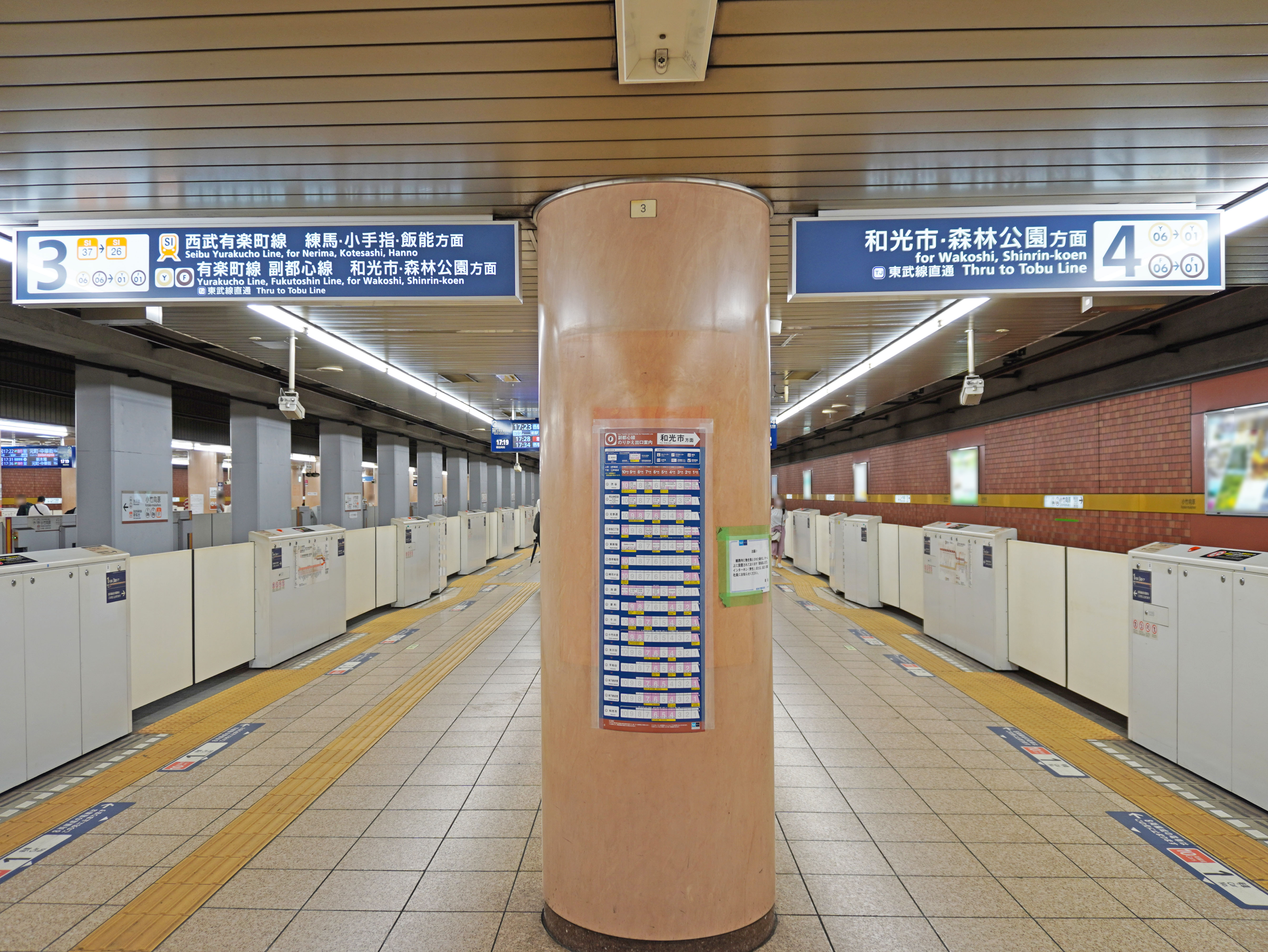
3・4番線ホーム（2022年8月）

| | \| \\|\\|colspan="25" style="text-align:left"\\|有楽町線・副都心線 和光市方面\\|\\|colspan="7" style="text-align:left"\\|千川駅 \| \| \| \| \| \| \| \| \| \| \| \| \| \| \| \| \| \| \| \| \| \| \| \| \| \| \| \| \| \| \| \| \| \| \| \| \| \| \| \| \| \\|\\|1 \| \| \| \| \| \| \| \| \| \| \| \| \| \| \| \| \| \| \| \| \| \| \| \| \| \| \| \| \| \| \| \| \| \| \| \| \| \| \| \| \| \| \| \| \| \| \| \| \| \| \| \| \| \| \| \| \| \| \| \| \| \| \\|\\|2 \| \| \| \| \| \| \| \| \| \| \| \| \| \| \| \| \| \| \| \| \| \| \| \| \| \| \| \| \| \| \| \\|\\|3 \| \| \| \| \| \| \| \| \| \| \| \| \| \| \| \| \| \| \| \| \| \| \| \| \| \| \| \| \| \| \| \| \| \| \| \| \| \| \| \| \| \| \| \| \| \| \| \| \| \| \| \| \| \| \| \| \| \| \| \| \| \| \\|\\|4 \| \| \| \| \| \| \| \| \| \| \| \| \| \| \| \| \| \| \| \| \| \| \| \| \\|\\|colspan="28" style="text-align:right"\\|上層：有楽町線 新木場方面 \| \| \| \| \| \| \| \| \| \| \| \| \| \| \| \| \| \| \| \| \| \| \| \| \| \| \| \| \| \| \| \| \\|\\|colspan="14" style="text-align:left"\\|西武有楽町線 練馬方面\\|\\|colspan="13" style="text-align:right"\\|下層：副都心線 渋谷方面 \| \| \| \| \| \| \| \| \| \| \| \| \| \| \| \| \| \| \| \| \| \| \| \| \| \| |           |                                                                      | |          |          |       |       |       |       |       |       |       |       |       |      |      |       |       |       |       |       |          |         |      |      |      |      |          |       |      |
| 凡例 出典:『有楽町線小竹向原駅〜千川駅間連絡線設置工事完成! 2016年2月14日（日）始発より運用開始』（PDF）（プレスリリース）東京地下鉄、2016年2月22日。オリジナルの2019年5月21日時点におけるアーカイブ。2020年3月7日閲覧。 中村守男（東京地下鉄鉄道本部改良建設部改良建設企画課）「輸送改善を目指した改良工事の現状」『鉄道ピクトリアル』第66巻第12号（通巻926号）、電気車研究会、2016年12月10日、99頁、ISSN 0040-4047。 「線路略図」『鉄道ピクトリアル』第66巻第12号（通巻926号）、電気車研究会、2016年12月10日、巻末、ISSN 0040-4047。 | |           |                                                                      | |          |          |       |       |       |       |       |       |       |       |       |      |      |       |       |       |       |       |          |         |      |      |      |      |          |       |      |
| \|\|colspan="25" style="text-align:left"\|有楽町線・副都心線 和光市方面\|\|colspan="7" style="text-align:left"\|千川駅 | |           |                                                                      | |          |          |       |       |       |       |       |       |       |       |       |      |      |       |       |       |       |       |          |         |      |      |      |      |          |       |      |
| | |           |                                                                      | | courbebg | voie     | bifbd | voie  | voie  | \|\|1 | sensd | voie  | bifbd | bifbg | voie  | voie | voie | voie  | voie  | voie  | voie  | voie  | courbebd |         |      |      |      |      |          |       |      |
| | |           |                                                                      | Mvoie |          |          |       | Dvoie |       | quai  | quai  | quai  |       | Mbifd | bifhg | voie | voie | voie  | voie  | voie  | bifbd | bifbg | voie     | tunneld | bifg | voie | voie | voie | courbebd |       |      |
| voie | sensd | voie      | Mbifg                                                                | | courbebg | voie     | voie  | voie  | bifhg | \|\|2 | sensd | bifhd | bifbd | bifbg | voie  | voie | voie | bifbd | bifbg | bifhd | bifhg | voie  | courbehd |         | quai | quai | quai |      | courbehg | sensd | voie |
| voie | sensg | bifhd     | tunnelbd                                                             | Mvoie |          | courbebg | voie  | voie  | bifbg | \|\|3 | voie  | bifbd | bifhd | bifhg | voie  | voie | voie | bifhd | bifhg | bifbd | bifbg | voie  | courbebd |         | quai | quai | quai |      | courbebg | sensg | voie |
| | |           | Mvoie                                                                | | Mvoie    |          |       | Mvoie |       | quai  | quai  | quai  |       | Dbifd | bifbg | voie | voie | voie  | voie  | voie  | bifhd | bifhg | voie     | tunneld | bifg | voie | voie | voie | courbehd |       |      |
| | | flechehd+ |                                                                      | flechebg+ | tunnelhg | voie     | bifhd | voie  | voie  | \|\|4 | voie  | voie  | bifhd | bifhg | voie  | voie | voie | voie  | voie  | voie  | voie  | voie  | courbehd |         |      |      |      |      |          |       |      |
| | Mvoie |           | \|\|colspan="28" style="text-align:right"\|上層：有楽町線 新木場方面 | fleched |          |          |       |       |       |       |       |       |       |       |       |      |      |       |       |       |       |       |          |         |      |      |      |      |          |       |      |
| | | Mvoie     |                                                                      | \|\|colspan="14" style="text-align:left"\|西武有楽町線 練馬方面\|\|colspan="13" style="text-align:right"\|下層：副都心線 渋谷方面 | fleched  |          |       |       |       |       |       |       |       |       |       |      |      |       |       |       |       |       |          |         |      |      |      |      |          |       |      |

| | \| \\|\\|colspan="25" style="text-align:left"\\|有楽町線・副都心線 和光市方面\\|\\|colspan="6" style="text-align:left"\\|千川駅 \| \| \| \| \| \| \| \| \| \| \| \| \| \| \| \| \| \| \| \| \| \| \| \| \| \| \| \| \| \| \| \| \| \| \| \| \| \| \| \| \| \\|\\|1 \| \| \| \| \| \| \| \| \| \| \| \| \| \| \| \| \| \| \| \| \| \| \| \| \| \| \| \| \| \| \| \| \| \| \| \| \| \| \| \| \| \| \| \| \| \| \| \| \| \| \| \| \| \| \| \| \| \| \| \| \| \| \\|\\|2 \| \| \| \| \| \| \| \| \| \| \| \| \| \| \| \| \| \| \| \| \| \| \| \| \| \| \| \| \| \| \| \\|\\|3 \| \| \| \| \| \| \| \| \| \| \| \| \| \| \| \| \| \| \| \| \| \| \| \| \| \| \| \| \| \| \| \| \| \| \| \| \| \| \| \| \| \| \| \| \| \| \| \| \| \| \| \| \| \| \| \| \| \| \| \| \| \| \\|\\|4 \| \| \| \| \| \| \| \| \| \| \| \| \| \| \| \| \| \| \| \| \| \| \| \| \\|\\|colspan="28" style="text-align:right"\\|上層：有楽町線 新木場方面 \| \| \| \| \| \| \| \| \| \| \| \| \| \| \| \| \| \| \| \| \| \| \| \| \| \| \| \| \| \| \| \| \\|\\|colspan="14" style="text-align:left"\\|西武有楽町線 練馬方面\\|\\|colspan="13" style="text-align:right"\\|下層：副都心線 渋谷方面 \| \| \| \| \| \| \| \| \| \| \| \| \| \| \| \| \| \| \| \| \| \| \| \| \| \| |           |                                                                      | |          |          |       |       |       |       |       |       |       |       |       |      |      |      |      |       |          |       |          |         |          |      |      |      |          |       |      |
| 凡例 出典:『有楽町線小竹向原駅〜千川駅間連絡線設置工事完成! 2016年2月14日（日）始発より運用開始』（PDF）（プレスリリース）東京地下鉄、2016年2月22日。オリジナルの2019年5月21日時点におけるアーカイブ。2020年3月7日閲覧。 中村守男（東京地下鉄鉄道本部改良建設部改良建設企画課）「輸送改善を目指した改良工事の現状」『鉄道ピクトリアル』第66巻第12号（通巻926号）、電気車研究会、2016年12月10日、99頁、ISSN 0040-4047。 「線路略図」『鉄道ピクトリアル』第66巻第12号（通巻926号）、電気車研究会、2016年12月10日、巻末、ISSN 0040-4047。 「東京地下鉄配線略図」『鉄道ピクトリアル』第55巻第3号（通巻759号）、電気車研究会、2005年3月10日、巻末、ISSN 0040-4047。 | |           |                                                                      | |          |          |       |       |       |       |       |       |       |       |       |      |      |      |      |       |          |       |          |         |          |      |      |      |          |       |      |
| \|\|colspan="25" style="text-align:left"\|有楽町線・副都心線 和光市方面\|\|colspan="6" style="text-align:left"\|千川駅 | |           |                                                                      | |          |          |       |       |       |       |       |       |       |       |       |      |      |      |      |       |          |       |          |         |          |      |      |      |          |       |      |
| | |           |                                                                      | | courbebg | voie     | bifbd | voie  | voie  | \|\|1 | sensd | voie  | bifbd | bifbg | voie  | voie | voie | voie | voie | voie  | courbebd |       |          |         |          |      |      |      |          |       |      |
| | |           |                                                                      | Mvoie |          |          |       | Dvoie |       | quai  | quai  | quai  |       | Mbifd | bifhg | voie | voie | voie | voie | voie  | bifbd    | bifbg | bifhg    | tunneld | courbebg | voie | voie | voie | courbebd |       |      |
| voie | sensd | voie      | Mbifg                                                                | | courbebg | voie     | voie  | voie  | bifhg | \|\|2 | sensd | bifhd | bifbd | bifbg | voie  | voie | voie | voie | voie | bifhd | bifhg    | voie  | courbehd |         | quai     | quai | quai |      | courbehg | sensd | voie |
| voie | sensg | bifhd     | tunnelbd                                                             | Mvoie |          | courbebg | voie  | voie  | bifbg | \|\|3 | voie  | bifbd | bifhd | bifhg | voie  | voie | voie | voie | voie | bifbd | bifbg    | voie  | courbebd |         | quai     | quai | quai |      | courbebg | sensg | voie |
| | |           | Mvoie                                                                | | Mvoie    |          |       | Mvoie |       | quai  | quai  | quai  |       | Dbifd | bifbg | voie | voie | voie | voie | voie  | bifhd    | bifhg | bifbg    | tunneld | courbehg | voie | voie | voie | courbehd |       |      |
| | | flechehd+ |                                                                      | flechebg+ | tunnelhg | voie     | bifhd | voie  | voie  | \|\|4 | voie  | voie  | bifhd | bifhg | voie  | voie | voie | voie | voie | voie  | courbehd |       |          |         |          |      |      |      |          |       |      |
| | Mvoie |           | \|\|colspan="28" style="text-align:right"\|上層：有楽町線 新木場方面 | fleched |          |          |       |       |       |       |       |       |       |       |       |      |      |      |      |       |          |       |          |         |          |      |      |      |          |       |      |
| | | Mvoie     |                                                                      | \|\|colspan="14" style="text-align:left"\|西武有楽町線 練馬方面\|\|colspan="13" style="text-align:right"\|下層：副都心線 渋谷方面 | fleched  |          |       |       |       |       |       |       |       |       |       |      |      |      |      |       |          |       |          |         |          |      |      |      |          |       |      |

- 上記配線図の1・4番線は13号線（副都心線・和光市方面 - 渋谷方面）、内側の線路（2・3番線）は8号線（有楽町線・練馬方面 - 新木場方面）へと繋がっている。これは、当駅 - 和光市間が13号線（副都心線）の一部として、西武有楽町線が8号線（有楽町線）の一部として、それぞれ建設されたためである[注 5]。
- 上記の配線では、和光市方面 - 新木場方面の列車と西武有楽町線方面 - 渋谷方面の列車は、千川駅寄りで転線する必要があるため、同時発車と同時進入が行えず、列車遅延の要因の一つとなっている。これを解消するための連絡線が建設された（詳細は後述）。
- 駅東側は三複線構造となっているが、中央の2線は東京メトロ有楽町線と西武有楽町線との直通列車が使用するほか、早朝・深夜の西武有楽町線の当駅折り返しおよび池袋・新木場・渋谷方面の当駅始発（輸送障害時は当駅終着も）列車の留置、また副都心線の千川駅始発（輸送障害時は同駅終着も）列車（池袋駅との回送を含む）の留置にも使用される。本線上に引き上げる例は、他にJR中央・総武緩行線の御茶ノ水駅や、かつての京王線の調布駅などの例がある。
- 有楽町線・副都心線輸送障害時は、有楽町線新木場方面・副都心線渋谷方面から直接2番線に入線し、折り返し当駅発着新木場・渋谷方面行となる列車が存在する。その際は駅案内表示機に当駅始発表示がされる。

#### 冷房設備
- 東京の地下駅で順次構内冷房が開始されていく中、当駅では長らく冷房が行われていなかった。東京メトロはその理由として、当駅開業当時に地元住民と交わした協定があることや、冷房装置の地上部分を設置するための用地が確保できないことを挙げていたが、2009年9月以降に冷房を開始すると発表した[15]。

#### 可動式ホーム柵
- 副都心線開業に対応するため、2007年11月22日までに全ホームに可動式ホーム柵（ホームドア）が設置され、2008年4月1日に稼動を開始した。2016年2月に池袋駅2番ホームに可動式ホーム柵が設置されるまでは、西武線で唯一の可動式ホーム柵設置駅であった[注 6][注 7][注 8]。

#### 発車メロディ
全ホームでスイッチ制作の発車メロディ（発車サイン音）を使用している。
| 番線 | 曲名           | 作曲者   |
| ---- | -------------- | -------- |
| 1    | オーバーフロー | 塩塚博   |
| 2    | 駅ストレッチ   | 福嶋尚哉 |
| 3    | キャロット     | 塩塚博   |
| 4    | 無休           | 谷本貴義 |

- 当駅開業当初は、1・3番線でブザー、2・4番線でベルを使用していた。なお、2 - 4番線については、2007年3月に低音のブザーに変更されている。
- 2008年6月14日の副都心線開業と同時に発車メロディの使用を開始した（扱われるのは副都心線の渋谷方面への列車の発車時のみ）。当初は1・2番線で「オーバーフロー」、3・4番線で「駅ストレッチ」を使用していたが、運行に支障をきたすため、3・4番線は翌日にブザーに戻された。その後、誤乗防止のため2008年9月20日に2番線のメロディを「駅ストレッチ」に変更している。なおこの間、有楽町線の新木場方面への列車の発車時には、従来通りブザーを使用していた。
- 3・4番線には2011年2月25日に新たなメロディ（「キャロット」・「無休」）が導入された。これと同時に、1・2番線からの有楽町線の新木場方面への列車の発車時にもメロディを流すようになった。

#### 副都心線開業に伴う問題と対応
当駅は4方面の列車が合流・分岐する駅であり、かつ以前はそれらが平面交差により行われていたため、列車の同時発車・進入ができない系統があった。したがって列車の到着・出発時間の調整が難しく、当駅および接続する各路線で輸送障害や遅延が発生した際には、定時運転回復までに長い時間を要していた。実例として、副都心線開業直後の2008年6月16日の朝ラッシュ時間帯には、それが引き金となり当駅を中心に大混乱となり、副都心線のダイヤ乱れは深夜まで続いた。
2009年8月、国土交通省は鉄道の遅延対策に着手すると報じられ、鉄道局は2010年（平成22年）度の概算要求に、当駅と千川駅との間の平面交差を解消し、和光市方面⇔新木場方面の列車と西武線方面⇔渋谷方面の列車が同時に発着できるようにするための改良工事（連絡線建設）費用を計上した。2009年10月、東京都および東京メトロが板橋区と豊島区で行った説明会で、2012年度に池袋方向の連絡線を先行して開通させ、続いて2014年度に和光市方向の連絡線を開通させる（地上部の原状復帰等を含めたすべての工事が完了するのは2016年度）計画である旨明らかにされた。
2010年に連絡線の工事が着工、2012年11月4日には池袋方面の連絡線の線路を既設線と接続させるため、運休を伴う線路切替工事が行われ、2013年2月9日に池袋方面の連絡線の工事が完了し、供用開始した。引き続き和光市方面の連絡線の工事が行われ、2016年2月14日の始発から和光市方面の連絡線の使用が開始された。
また、乗客等の要望により1・2番線ホームの発車標を副都心線新規開業区間・千川 - 明治神宮前の各駅と同じ3行表示可能な機種に交換するとともに増設が行われた。しかし、それでも情報量は充分ではなかったため駅員による放送でカバーしてきた。

#### 付記
- 西武線 - 有楽町線・副都心線の相互直通列車については当駅で種別変更を行う場合がある。なお2013年3月16日のダイヤ改正以降、和光市方面へ向かう副都心線通勤急行も、当駅で種別を各駅停車に変更するようになった。
- 事故などにより西武線との相互直通運転が中止された際には、有楽町線から西武線方面へ直通する列車の客扱いを池袋で打ち切り当駅まで回送の上、当駅始発の新木場方面行列車として折り返す場合がある[注 10]。また、副都心線の運転も千川で打ち切りとなり池袋で西武池袋線に振替乗車するように誘導される。
- 有料座席指定列車「S-TRAIN」は、当駅で乗務員交代を行うため運転停車するが、客扱いは行わない[22]。
- 2021年現在、西武で唯一の他社の管理委託駅である[23]。かつて多摩川線武蔵境駅がJR中央線とホームを共有していた2000年代前半までは小竹向原駅が東京メトロ（前身の帝都高速度交通営団含む）、武蔵境駅はJR東日本（前身の日本国有鉄道含む）による管理委託駅であった。

## 利用状況
以下の値には両社とも直通連絡人員を含む。
- 東京メトロ - 2024年度の1日平均乗降人員は179,783人である[メトロ 1]。
西武鉄道との直通人員を含む。
- 西武鉄道 - 2024年度の1日平均乗降人員は138,056人である[西武 1]。
西武鉄道全92駅の中では池袋駅、高田馬場駅、西武新宿駅に次ぐ第4位である。ただし、東京メトロとの直通人員を含む。

### 年度別1日平均乗降人員
近年の1日平均乗降人員の推移は下表の通り。
| 年度               | 営団 / 東京メトロ | 営団 / 東京メトロ | 西武鉄道         | 西武鉄道 |
| 年度               | 1日平均 乗降人員  | 増加率            | 1日平均 乗降人員 | 増加率   |
| ------------------ | ----------------- | ----------------- | ---------------- | -------- |
| 1997年（平成09年） |                   |                   | 21,579           |          |
| 1998年（平成10年） |                   |                   | 35,346           | 63.8%    |
| 1999年（平成11年） |                   |                   | 37,113           | 5.0%     |
| 2000年（平成12年） | 68,938            |                   | 36,769           | −0.9%    |
| 2001年（平成13年） | 70,368            | 2.1%              | 37,362           | 1.6%     |
| 2002年（平成14年） | 72,491            | 3.0%              | 40,640           | 8.8%     |
| 2003年（平成15年） | 75,306            | 3.9%              | 44,234           | 8.8%     |
| 2004年（平成16年） | 76,803            | 2.0%              | 46,790           | 5.8%     |
| 2005年（平成17年） | 78,734            | 2.5%              | 48,736           | 4.2%     |
| 2006年（平成18年） | 81,900            | 4.0%              | 51,108           | 4.9%     |
| 2007年（平成19年） | 87,610            | 7.0%              | 55,814           | 9.2%     |
| 2008年（平成20年） | 117,266           | 33.9%             | 77,313           | 38.5%    |
| 2009年（平成21年） | 126,867           | 8.2%              | 91,536           | 18.4%    |
| 2010年（平成22年） | 134,113           | 5.7%              | 100,552          | 9.8%     |
| 2011年（平成23年） | 131,126           | −2.2%             | 96,897           | −3.6%    |
| 2012年（平成24年） | 139,446           | 6.3%              | 104,207          | 7.5%     |
| 2013年（平成25年） | 154,779           | 11.0%             | 117,825          | 13.1%    |
| 2014年（平成26年） | 159,115           | 2.8%              | 121,315          | 3.0%     |
| 2015年（平成27年） | 166,878           | 4.9%              | 127,514          | 5.1%     |
| 2016年（平成28年） | 172,740           | 3.5%              | 132,207          | 3.7%     |
| 2017年（平成29年） | 180,425           | 4.5%              | 138,960          | 5.1%     |
| 2018年（平成30年） | 187,580           | 4.0%              | 144,528          | 4.0%     |
| 2019年（令和元年） | 191,794           | 2.2%              | 147,820          | 2.3%     |
| 2020年（令和02年） | 138,670           | −27.7%            | 104,135          | −29.6%   |
| 2021年（令和03年） | 145,245           | 4.7%              | 111,406          | 7.0%     |
| 2022年（令和04年） | 159,118           | 9.6%              | 122,362          | 9.8%     |
| 2023年（令和05年） | 170,737           | 7.3%              | 130,634          | 6.8%     |
| 2024年（令和06年） | 179,783           | 5.3%              | 138,056          | 5.7%     |

### 年度別1日平均乗車人員（1983年 - 2000年）
| 年度               | 営団   | 西武鉄道 | 出典              |
| ------------------ | ------ | -------- | ----------------- |
| 1983年（昭和58年） | 10,787 | 1,612    | [ 東京都統計 1 ]  |
| 1984年（昭和59年） | 13,479 | 1,989    | [ 東京都統計 2 ]  |
| 1985年（昭和60年） | 14,616 | 2,225    | [ 東京都統計 3 ]  |
| 1986年（昭和61年） | 15,975 | 2,466    | [ 東京都統計 4 ]  |
| 1987年（昭和62年） | 17,183 | 2,678    | [ 東京都統計 5 ]  |
| 1988年（昭和63年） | 18,668 | 3,022    | [ 東京都統計 6 ]  |
| 1989年（平成元年） | 19,452 | 3,353    | [ 東京都統計 7 ]  |
| 1990年（平成02年） | 20,134 | 3,630    | [ 東京都統計 8 ]  |
| 1991年（平成03年） | 20,735 | 3,896    | [ 東京都統計 9 ]  |
| 1992年（平成04年） | 21,378 | 3,989    | [ 東京都統計 10 ] |
| 1993年（平成05年） | 21,321 | 3,975    | [ 東京都統計 11 ] |
| 1994年（平成06年） | 22,205 | 5,474    | [ 東京都統計 12 ] |
| 1995年（平成07年） | 26,112 | 10,727   | [ 東京都統計 13 ] |
| 1996年（平成08年） | 26,249 | 11,003   | [ 東京都統計 14 ] |
| 1997年（平成09年） | 26,189 | 11,332   | [ 東京都統計 15 ] |
| 1998年（平成10年） | 33,088 | 17,997   | [ 東京都統計 16 ] |
| 1999年（平成11年） | 33,973 | 18,863   | [ 東京都統計 17 ] |
| 2000年（平成12年） | 34,729 | 18,258   | [ 東京都統計 18 ] |

### 年度別1日平均乗車人員（2001年以降）
近年の1日平均乗車人員の推移は下表のとおり。
| 年度               | 営団 / 東京メトロ | 営団 / 東京メトロ | 西武鉄道 | 出典              |
| 年度               | 有楽町線          | 副都心線          | 西武鉄道 | 出典              |
| ------------------ | ----------------- | ----------------- | -------- | ----------------- |
| 2001年（平成13年） | 35,205            | 未 開 業          | 17,934   | [ 東京都統計 19 ] |
| 2002年（平成14年） | 36,745            | 未 開 業          | 19,449   | [ 東京都統計 20 ] |
| 2003年（平成15年） | 38,506            | 未 開 業          | 21,211   | [ 東京都統計 21 ] |
| 2004年（平成16年） | 39,546            | 未 開 業          | 22,486   | [ 東京都統計 22 ] |
| 2005年（平成17年） | 40,568            | 未 開 業          | 23,440   | [ 東京都統計 23 ] |
| 2006年（平成18年） | 42,189            | 未 開 業          | 24,539   | [ 東京都統計 24 ] |
| 2007年（平成19年） | 45,021            | 未 開 業          | 26,714   | [ 東京都統計 25 ] |
| 2008年（平成20年） | 40,962            | 20,615            | 37,005   | [ 東京都統計 26 ] |
| 2009年（平成21年） | 40,514            | 19,733            | 44,077   | [ 東京都統計 27 ] |
| 2010年（平成22年） | 42,235            | 24,661            | 47,928   | [ 東京都統計 28 ] |
| 2011年（平成23年） | 40,781            | 26,453            | 46,329   | [ 東京都統計 29 ] |
| 2012年（平成24年） | 42,255            | 26,387            | 49,816   | [ 東京都統計 30 ] |
| 2013年（平成25年） | 43,829            | 29,265            | 56,320   | [ 東京都統計 31 ] |
| 2014年（平成26年） | 45,014            | 35,736            | 58,134   | [ 東京都統計 32 ] |
| 2015年（平成27年） | 47,213            | 38,891            | 61,008   | [ 東京都統計 33 ] |
| 2016年（平成28年） | 48,534            | 40,389            | 63,496   | [ 東京都統計 34 ] |
| 2017年（平成29年） | 50,373            | 42,362            | 66,951   | [ 東京都統計 35 ] |
| 2018年（平成30年） | 52,414            | 43,863            | 69,795   | [ 東京都統計 36 ] |
| 2019年（令和元年） | 52,713            | 45,470            | 71,443   | [ 東京都統計 37 ] |

備考
1. ↑  1983年6月24日開業。開業日から翌年3月31日までの計282日間を集計したデータ。
2. ↑  1983年10月1日開業。開業日から翌年3月31日までの計183日間を集計したデータ。
3. ↑  2008年6月14日開業。開業日から翌年3月31日までの計291日間を集計したデータ。

## 駅周辺
「小竹向原」は二つの地名を合成した駅名である。「小竹」は当駅所在地である練馬区の地名（住所表記上は「小竹町」）で、「向原」は当駅東側にある板橋区の地名である。
練馬区と板橋区の区境が当駅付近にあるが、元は小竹町も板橋区（板橋区となる前は北豊島郡上板橋村）に属しており、1947年（昭和22年）に練馬区が板橋区から分区した際、練馬区に移管されたものである。
駅周囲は閑静な住宅街となっており、中・低層のマンションも立地する。また、日本大学芸術学部や武蔵野音楽大学が近隣にあるため、学生向けのアパートも多い。
1・2番（小竹町・羽沢・小茂根方面）出入口
- 練馬区立小竹図書館
- 練馬区立小竹小学校（2番出口すぐ）
- 武蔵野音楽大学
- 東京武蔵野病院
- 小竹町八雲神社（小竹図書館方面）
- 練馬小竹郵便局
- オーケー小茂根店（当駅からおよそ500 m）
- 日本力行会
- 環七通り
- 西武池袋線江古田駅（当駅からおよそ900 m）
- 東京メトロ小竹電車区（1番出口すぐ）
- 練馬区小竹向原自転車駐車場（2番出口すぐ）
- ローソン小竹向原駅前店（1番出口すぐ）

3・4番（小竹町・向原方面）出入口
- 板橋区立小茂根図書館
- 板橋区立向原小学校
- 筑波大学附属桐が丘特別支援学校
- 東京都立豊島高等学校
- 心身障害児総合医療療育センター
- 板橋向原郵便局
- 巣鴨信用金庫小竹向原支店
- 東京都住宅供給公社向原住宅
- いさみ屋
- キャンドゥ小竹向原駅前店（いさみ屋2階）
- ツルハドラッグ小竹向原店
- アコレ小竹向原店
- ガスト小竹向原駅前店
- 向原ゴルフセンター
- つばさ基地
- 東京都道441号池袋谷原線（要町通り）
  - 向原トンネル
- 板橋区立小竹向原駅南自転車駐車場

### バス路線
最寄りのバス停留所は1番出入口から約400メートル離れた環七通り上にある、関東バス・国際興業バスの武蔵野病院停留所、都営バスの武蔵野病院前停留所（共に同一地点）である。
- 赤31（国際・関東）：赤羽駅東口行 / 高円寺駅北口行
- 赤31-2（国際）：赤羽車庫行
- 王78（都営）：王子駅前行・大和町行 / 新宿駅西口行・杉並車庫前行

## 隣の駅
東京地下鉄（東京メトロ）
 有楽町線（一部の列車は西武有楽町線直通）
■各駅停車
氷川台駅 (Y 05) - 小竹向原駅 (Y 06) - 千川駅 (Y 07)
 副都心線（一部の列車は西武有楽町線直通）
■急行
和光市駅 (F 01) - 小竹向原駅 (F 06) - 池袋駅 (F 09)
■通勤急行
氷川台駅 (F 05) - 小竹向原駅 (F 06) - 池袋駅 (F 09)
■各駅停車
氷川台駅 (F 05) - 小竹向原駅 (F 06) - 千川駅 (F 07)
西武鉄道
 西武有楽町線
■快速急行
(有楽町線・副都心線) - 小竹向原駅 (SI37) - 練馬駅 (SI06)
■急行（臨時列車のみ）・■快速・■準急・■各駅停車
(有楽町線・副都心線) - 小竹向原駅 (SI37) - 新桜台駅 (SI38)
- 東京地下鉄の路線と西武有楽町線を直通する一般列車は、両事業者の路線に跨って「各駅停車（各停）」として運転される列車を除いて、当駅に到着した際に直通先事業者の種別に変更する。